# 2530 Шипка
2530 Шипка (2530 Shipka) — астероїд головного поясу, відкритий 9 липня 1978 року.
Тіссеранів параметр щодо Юпітера — 3,212.